# Hayes (Frankrijk)
Hayes (Duits: Haiß) is een gemeente in het Franse departement Moselle in de regio Grand Est. De gemeente telde 257 inwoners op 1 januari 2022.

## Geschiedenis
Hayes maakte tot 2015 deel uit van het arrondissement Metz-Campagne en kanton Vigy. Op 1 januari van dat jaar fuseerde het arrondissement met het arrondissement Metz-Ville tot het arrondissement Metz. Toen het kanton op 22 maart 2015 werd opgeheven werden de gemeenten ervan opgenomen in het kanton Le Pays Messin.

## Geografie
De oppervlakte van Hayes bedraagt 11,99 vierkante kilometer; Op 1 januari 2022 was de bevolkingsdichtheid 21,4 inwoners per km².
De onderstaande kaart toont de ligging van Hayes met de belangrijkste infrastructuur en aangrenzende gemeenten.

## Demografie
Onderstaande figuur toont het verloop van het inwonertal.

## Bezienswaardigheden
- Kasteel van Hayes

Antilly · Argancy · Ars-Laquenexy · Ay-sur-Moselle · Bazoncourt · Burtoncourt · Chailly-lès-Ennery · Charleville-sous-Bois · Charly-Oradour · Chesny · Chieulles · Coincy · Colligny-Maizery · Courcelles-Chaussy · Courcelles-sur-Nied · Ennery · Les Étangs · Failly · Flévy · Glatigny · Hayes · Jury · Laquenexy · Maizeroy · Malroy · Marsilly · Mécleuves · Mey · Noisseville · Nouilly · Ogy-Montoy-Flanville · Pange · Peltre · Raville · Retonfey · Saint-Hubert · Saint-Julien-lès-Metz · Sainte-Barbe · Sanry-lès-Vigy · Sanry-sur-Nied · Servigny-lès-Raville · Servigny-lès-Sainte-Barbe · Silly-sur-Nied · Sorbey · Trémery · Vantoux · Vany · Vigy · Vry